# Nippoptilia spinosa
Nippoptilia spinosa là một loài bướm đêm thuộc họ Pterophoridae. Nó được tìm thấy ở New Guinea.
Chiều dài cánh trước khoảng 7.2 mm đối với con cái và 7.5 mm đối với con đực.